# Aron Seesing
Aron Seesing (* 14. Januar 2003) ist ein deutscher Handballspieler.

## Karriere

### Im Verein
Aron Seesing spielte in der Jugend zunächst für die HSG Haldern/Mehrhoog/Isselburg und kam 2016 in die Jugend des TSV Bayer Dormagen. Nachdem er in der Saison 2020/21 bereits seine ersten Einsätze in der 2. Bundesliga erhalten hatte, unterschrieb er 2021 seinen ersten Profivertrag. Im Sommer 2023 wechselte er zum Bergischen HC in die 1. Bundesliga. 2024 stieg er mit dem Bergischen HC in die 2. Bundesliga ab.
In der darauffolgenden Saison, konnte er mit dem Bergischen HC, den direkten Wiederaufstieg in die erste Bundesliga feiern.
Ab der Saison 2026/2027 wird er sich der Mannschaft der Rhein-Neckar Löwen anschließen.

### In Auswahlmannschaften
Mit der deutschen Jugendnationalmannschaft gewann er bei der U-19-Europameisterschaft 2021 die Goldmedaille.
Er wurde in den 35-Kader der A-Nationalmannschaft für die Olympischen Spiele 2024 und die Weltmeisterschaft 2025 berufen. Am 11. Mai 2025 gab er sein Debüt, im Qualifikationsspiel für die EM 2026, gegen die Türkei.